# Judy Shepard-Kegl
Judy Shepard-Kegl (* 20. Juni 1953 in Evergreen Park) ist eine amerikanische Linguistin und Professorin an der University of Southern Maine. Diese Universität ist bekannt für ihr Forschung zur Idioma de Signos Nicaragüense (ISN, Nicaraguanische Gebärdensprache). Sie war mit James Shepard-Kegl († 2023) verheiratet.

## Leben
Shepard-Kegl machte einen Bachelor of Arts mit Schwerpunkt Anthropology. 1975 erhielt sie einen Master of Arts in Linguistik. Beide Abschlüsse machte sie an der Brown University. Einen Doktor in Philosophie und Linguistik erhielt sie vom Massachusetts Institute of Technology 1985.
Ihre Masterarbeit hatte den Titel Some Observations on Bilingualism: A Look at Data from Slovene-English Bilinguals, ihre Doktorarbeit Locative Relations in American Sign Language Word Formation, Syntax and Discourse.
Bis zu ihrer Emeritierung im Jahr 2023 war Shepard-Kegl seit 1998 Professorin für Linguistik und Koordinatorin des ASL/Englisch-Dolmetschprogramms an der University of Southern Maine.
Sie hat viel in ihrem Fachgebiet publiziert. Bekannt geworden ist sie besonders für ihre Veröffentlichungen zur ISN. Dies ist eine spontan entstandene Gebärdensprache, welche in den 70er und 80er in zahlreichen Schulen von gehörlosen Kindern im Westen von Nicaragua in Bluefield entwickelt wurde.

## Schriften (Auswahl)
- mit Carol Neidle, Dawn MacLaughlin, Benjamin Bahan, Robert G. Lee: The syntax of American Sign Language. The MIT Press, 1999, ISBN 0-262-14067-5.
- mit A. Senghas, M. Coppola: Creation through contact: Sign language emergence and sign language change in Nicaragua. In: Michael de Graff (Hrsg.): Language Creation and Language Change, The MIT Press. 1999, ISBN 0-262-04168-5.
- mit Gary Morgan: Nicaraguan Sign Language and Theory of Mind: the issue of critical periods and abilities. In: Journal of Child Psychology and Psychiatry. Band 47, Nr. 8, 2006, ISSN 0021-9630, doi:10.1111/j.1469-7610.2006.01621.x, S. 811–819.